# Apamea washingtonensis
Apamea washingtonensis är en fjärilsart som beskrevs av Embrik Strand 1921. Apamea washingtonensis ingår i släktet Apamea och familjen nattflyn. Inga underarter finns listade i Catalogue of Life.